# 송내재
송내재는 전라남도 담양군 대덕면 장산리에 있는 재실이다. 2009년 12월 1일 담양군의 향토문화유산 제14호로 지정되었다.

## 개요
송내재는 광산김씨 문정공 김태현의 8세손인 김처겸(호?: 육행당)을 모신 재실이다. 정확한 초창 시기는 알 수 없으나 송내재기에 의하면 1711년에 중수되었으며, 1874년에 이어 1914년에 현재의 건물로 중수되었다.송내재는 정면 5칸, 측면 2칸의 팔작지붕으로 각 기둥에는 주련이 걸려있다. 재실 안은 좌우에 방을 두었으며 가운데 마루를 두고 좌측벽에 송내재 중수기가 걸려 있다.